# José de Posada Herrera
José Posada Herrera (Posada de Llanes, Llanes, Astúries, 31 de març de 1814 - 7 de setembre de 1885) fou un jurista i polític espanyol.

## Biografia
Va estudiar Dret i Economia i en va ser professor a la Universitat d'Oviedo el 1838. Fou catedràtic de l'Escola especial d'Administració el 1843, membre de la Reial Acadèmia de Ciències Morals i Polítiques (1857), de la Reial Acadèmia de Jurisprudència i Legislació (1864) i president de l'Ateneo de Madrid.
A partir de l'any 1839 inicia una intensa activitat política que el convertí en testimoni i protagonista excepcional de la seva agitada època. Durant el període comprès entre 1839-1841 va ser diputat pel Partit Progressista i a partir de 1842 va ingressar a les files del Partit Moderat, combatent amb duresa al seu antic company Salustiano de Olózaga Almandoz i va col·laborar amb la caiguda de Baldomero Espartero i de la Regència, destacant no obstant això per la seva independència com a parlamentari. Va intervenir en la redacció de les Constitucions de 1869 i 1876, arribant a ser triat per unanimitat President del Congrés dels Diputats (1876). Va ocupar altres importants càrrecs polítics com a membre del Consell Reial, President del Consell d'Estat (1881), ambaixador davant la Santa Seu a Roma (1868), ministre de Governació en 1858 i 1865 -en governs presidits per Francisco Javier de Istúriz i Leopoldo O'Donnell- i President del Consell de Ministres en 1883 –ara pertanyent a Izquierda Dinástica-.
Quan era ministre de la Governació va ser anomenat "el gran elector", donada la falta d'escrúpols i habilitat perquè en les eleccions es mantingués el control governamental del resultat, donant-li la victòria.

## Obra jurídica
Dins de la seva obra com a jurista cal destacar els quatre volums de Lecciones de Administración (1843) reeditats els tres primers per l'Institut Nacional d'Administració Pública el 1978 i el quart -que es creia perdut– dedicat a la Beneficienca Pública, pel Servei de Publicacions de la Universitat d'Oviedo el 1995, gràcies a la investigació que en els últims anys ha realitzat Francisco Sosa Wagner – catedràtic de Dret Administratiu a la Universitat de Lleó - sobre aquest autor, a qui considera el pare del Dret Públic a Espanya i sobre qui ha escrit dues recents obres: Posada Herrera, actor y testigo del siglo XIX (1995) i La construcción del Estado y del Derecho Administrativo: ideario jurídico-político de Posada Herrera (2001).
La investigació sobre aquest autor, especialment la seva actuació parlamentària i política, és de gran actualitat, trobant-se inèdit i pendent de publicació per altres investigadors, part del seu arxiu particular, que conté nombrosos documents i correspondència de contingut polític i jurídic.